# The Man Who Won (film 1919)
The Man Who Won è un film muto del 1919 diretto da Paul Scardon basato sul romanzo The Man Who Won di Cyrus Townsend Brady pubblicato a Chicago nel 1919.
Tra gli interpreti, il famoso attore teatrale Maurice Costello e l'attrice Betty Blythe, che era la moglie di Scardon.

## Trama
Dopo aver scoperto del platino in Siberia e aver attraversato le montagne e la penisola malese, Christopher Keene viene assalito dal suo equipaggio malese che cerca di impadronirsi del suo platino che lui vuole nascondere a Coos Bay. Durante l'assalto, l'uomo resta gravemente ferito ma riesce ad uccidere i suoi aggressori. Una turista, Barbara Le Moyne, soccorre il ferito, ancora incosciente, che si imbarca per San Francisco. Qualche tempo dopo, Christopher incontra Barbara, senza però riconoscerla. Il fidanzato della donna, Henry Longfield - che potrebbe essere un agente del Servizio Segreto - cerca di rendersi amico Christopher per scoprire dove ha nascosto il platino. L'uomo mette in cattiva luce Christopher, tacciandolo di essere un truffatore, ma nonostante ciò, Barbara inizia una relazione romantica con Christopher, che protesta la sua innocenza. Lei gli racconta del loro primo incontro e di Coos Bay e lui riesce così a ritrovare il platino, ma viene aggredito da Longfield, che si rivela essere una spia tedesca. Ancora una volta sarà Barbara a salvarlo, intervenendo insieme a un vero agente segreto. Keene butta giù da una scogliera la spia, recupera il platino e ottiene l'amore di Barbara.

## Produzione
Il film fu prodotto dalla Vitagraph Company of America,

## Distribuzione
Distribuito dalla Vitagraph Company of America, il film - di circa 55 minuti - uscì nelle sale statunitensi il 14 luglio 1919.